# Franz Budig
Franz Budig (25. března 1870 Boršov – 2. ledna 1928 Boršov) byl československý politik německé národnosti a meziválečný poslanec Národního shromáždění za Německou křesťansko sociální stranu lidovou.

## Biografie
Navštěvoval národní a měšťanskou školu. Za první světové války sloužil v armádě u zdravotníků v Olomouci.
Patřil k starým zemědělským rodům v Boršově u Moravské Třebové. Politicky aktivní byl již za Rakouska-Uherska jako jeden z předních politiků Křesťansko-sociální strany. Předsedal Katolickému národnímu spolku křesťansko sociálních zemědělců z Moravy.
Ve volbách do Říšské rady roku 1907 se stal poslancem Říšské rady (celostátní parlament), kam byl zvolen za německý okrsek Morava 18. Usedl do poslanecké frakce Křesťansko-sociální sjednocení. Ve vídeňském parlamentu setrval do konce funkčního období sněmovny, tedy do roku 1911. Na Říšské radě měl přezdívku weiss-schwarze Schwalbe aus Mähren (černobílá vlaštovka z Moravy). Kandidoval i ve volbách do Říšské rady roku 1911, ale zisk mandátu mu unikl o 105 hlasů.
V zemských volbách roku 1913 byl zvolen na Moravský zemský sněm za všeobecnou německou kurii, obvod Jihlava, Boskovice, Svitavy, Dačice atd. Byl kandidátem křesťanských sociálů. V rodné obci působil jako starosta a předseda katolického spolku. Funkci starosty získal roku 1919.
V politice zůstal i po vzniku republiky, nyní za Německou křesťansko sociální stranu lidovou. Od roku 1919 byl členem jejího celostátního vedení. Po parlamentních volbách v roce 1920 se stal poslancem Národního shromáždění. Mandát obhájil v parlamentních volbách v roce 1925. Po jeho smrti usedl na jeho poslanecké křeslo Rudolf Hawelka.
Profesí byl podle údajů k roku 1925 rolníkem a starostou v Boršově.
Zemřel v Boršově v lednu 1928 na srdeční chorobu.